# Бай-Тайга
Бай-Тайга (на руски: Бай-Тайга) е планински масив в Южен Сибир, в западната част на Република Тува, част от планинската система на Западните Саяни.
Издига се покрай южния, десен бряг на река Алаш (ляв приток на хемчик, ляв приток на Енисей) с дължина около 45 km. Максимална височина връх Бай-Тайга 3129 m. На запад се свързва с планината Алтай чрез Шапшалския хребет Изграден е основно от гранити. Отводнява се от река Хондален (ляв приток на Хемчик) и десните притоци на Алаш. Склоновете му са покрити с гори от лиственица, а по върховете – камениста пустиня и високопланинска тундра.

## Топографски карти
- M-45, М 1:1000000[2]
- М-46, М 1:1000000[3]